# Macrodactylus cupreus
Macrodactylus cupreus är en skalbaggsart som beskrevs av Blanchard 1850. Macrodactylus cupreus ingår i släktet Macrodactylus och familjen Melolonthidae. Inga underarter finns listade i Catalogue of Life.